# Arbeitsgemeinschaft der Kunst- und Museumsbibliotheken
Die Arbeitsgemeinschaft der Kunst- und Museumsbibliotheken (AKMB) ist als nichteingetragener Verein eine fachspezifische Vereinigung von Bibliotheken und verwandten Kulturinstitutionen. Vertreten sind Bibliotheken von Kunstuniversitäten und Kunsthochschulen, kunsthistorischen Instituten, Museen, öffentlich-rechtenlichen Trägern, aber auch Archiven und Dokumentationsstellen. Sie umfasst vorwiegend Mitglieder mit Sitz in Deutschland, Frankreich, Italien, Luxemburg, Österreich und der Schweiz. Sie zählt rund 260 Mitglieder (Stand: 2023), überwiegend aus den Bereichen der One Person Library (OPL).
Die AKMB wurde 1995 in Berlin gegründet.

## Aufgaben
Die AKMB versteht sich als Interessenvertretung und trägt durch Zusammenarbeit und Beratung in fachlichen Fragen dazu bei, die Leistungsfähigkeit ihrer Mitglieder zu unterstützen. Sie fördert den Austausch von Informationen und Erfahrungen, berufliche Weiterbildung und die Diskussion aktueller Fragestellungen. Dies vor allem in Form von regelmäßigen Tagungen und Workshops, in Fachgruppen, über eine Webseite, die AKMB-Mailingliste und die Fachzeitschrift AKMB-News.
Als Organ gibt die AKMB seit 1995 die Zeitschrift akmb-news heraus.

## Fachgruppen
- Die AKMB unterhält zwei Fachgruppen, die sich mit unterschiedlichen Themen aus den Bibliotheksbereichen beschäftigen:
- Fachgruppe Museumsbibliotheken
- Fachgruppe Qualitätsmanagement

## Belege
1. ↑  Mitglieder des Vereins